# Baton Rouge (pel·lícula)
Baton Rouge és una pel·lícula espanyola dirigida per Rafael Moleón el 1988. Va obtenir cinc nominacions en els III Premis Goya i cap guardó, però dos dels protagonistes, Antonio Banderas i Carmen Maura, van obtenir el Fotogramas de Plata 1988 pel seu treball en la pel·lícula.

## Sinopsi
Isabel Harris, una dona de bona posició, sofreix l'assetjament d'una psiquiatra i un gigoló caçador de fortunes que li fan xantatge amb motiu de l'assassinat del seu marit.

## Repartiment
- Victoria Abril - Ana Alonso
- Carmen Maura	- Isabel Harris
- Antonio Banderas - Antonio
- Ángel de Andrés López	- Policia
- Laura Cepeda - Policia

## Palmarès cinematogràfic
III Premis Goya
| Categoria                    | Persona                            | Resultat  |
| ---------------------------- | ---------------------------------- | --------- |
| Millor original              | Agustín Díaz Yanes i Rafael Moleón | Candidats |
| Millor actriu de repartiment | Laura Cepeda                       | Candidata |
| Millor actriu protagonista   | Victoria Abril                     | Candidata |
| Millor actor de repartiment  | Ángel de Andrés López              | Candidat  |
| Millor muntatge              | José Salcedo                       | Candidat  |